# Graziano Pellè
Graziano Pellè (San Cesario di Lecce, el 15 de juliol de 1985) és un futbolista italià que juga com a davanter pel Shandong Luneng xinès i la selecció italiana.